# Kettering (district)
Kettering is een Engels district in het shire-graafschap (non-metropolitan county OF county) Northamptonshire en telt 101.000 inwoners. De oppervlakte bedraagt 233 km². De hoofdplaats is Kettering.
Van de bevolking is 15,5% ouder dan 65 jaar. De werkloosheid bedraagt 2,6% van de beroepsbevolking (cijfers volkstelling 2001).

## Civil parishesin district Kettering
Ashley, Barton Seagrave, Brampton Ash, Braybrooke, Broughton, Burton Latimer, Cranford, Cransley, Desborough, Dingley, Geddington, Grafton Underwood, Harrington, Loddington, Mawsley, Newton and Little Oakley, Orton, Pytchley, Rothwell, Rushton, Stoke Albany, Sutton Bassett, Thorpe Malsor, Warkton, Weekley, Weston by Welland, Wilbarston.